# Lo sposo deluso
Lo sposo deluso, ossia La rivalità di tre donne per un solo amante (El esposo engañado, o La rivalidad de tres mujeres por un solo amante)  es una ópera bufa en italiano en dos actos, compuesta por Wolfgang Amadeus Mozart (1783), inacabada, sobre texto italiano que se atribuye a Lorenzo da Ponte. Los fragmentos que se escribieron, del Acto I, llevan por número KV 430. En el último catálogo Köchel: K6  424a. Tienen una duración de veinte minutos.
Esta ópera rara vez se representa en la actualidad; en las estadísticas de Operabase aparece con sólo 7 representaciones en el período 2005-2010.

## Personajes
Los personajes son:
Bocconio Papparelli (hombre memo y rico, prometido como marido de Eugenia), bajo.
Eugenia, (joven noble romana, un tanto caprichosa y prometida a Bocono, pero fiel amante de Don Asdrubale) soprano.
Don Asdrubale (oficial toscano, muy bravo y amante de Eugenia), tenor.
Bettina (sobrina de Bocono, chica vana, enamorada de Don Asdrubale), soprano.
Pulcherio (menospreciador de las mujeres y amigo de Bocconio), tenor o bajo.
Gervasio, (tutor de Eugenia, que se enamora de Metilde), tenor o bajo.
Metilde, (virtuosa del canto y el baile, también ella enamorada de Don Asdrubale y fingida amiga de Bettina), soprano.
Servidores y lacayos de Eugenia. Siervos y camareros de Bocono.

## Sinopsis
La noble romana Eugenia está enamorada de Don Asdrubale. Le hacen creer que su enamorado está muerto, para que así consienta en casarse con Bocconio Papparelli. Al llegar a Livorno para casarse con el rico pretendiente, Eugenia vuelve a encontrar a Don Asdrubale, cortejado por las efusivas Bettina y Metilde. Al final, Eugenia se casará con Don Asdrubale, Bettina con Pulcherio y Metilde con Gervasio.

## Valoración musical
- Instrumentación original

La orquesta consiste en cuerda, dos flautas, clarinetes, oboes, fagotes, trompas, trompetas y timbales. 
- Libreto

De la correspondencia entre Mozart y su padre Leopold parece ser que este libreto Lo sposo deluso es obra de Lorenzo da Ponte, si bien aún es objeto de discusión entre los estudiosos. Constituiría la primera colaboración entre el libretista y Mozart. Se ha conservado el texto con modificaciones de la mano de Mozart.
- Estructura musical

Se conserva la obertura completa, en re mayor, y varios fragmentos del primer acto: 
- - Cuarteto inicial Ah, Ah Che Ridere! (Bettina, Don Asdrubale, Pulcherio y Bocconio), sobre el que Einstein escribe: “Este cuarteto, tras un andantino delicioso y sinceramente conmovedor, retoma el alegro triunfal de la obertura” (citado por A. Poggi).
  - Dos arias, de Eugenia: Nacqui All'Aria Trionfale  y de Pulcherio: Dove Mai Trovar Quel Ciglio; la de Pulcherio es una “pieza única en su género y que podríamos imaginar cantada por un joven Basilio” (Einstein, citado por A. Poggi).
  - Trío Che Accidenti! (Eugenia, Don Asdrubale y Bocconio, de “excelente calidad” (Einstein, citado por A. Poggi). Se conserva la partitura completa.

- Génesis

Mozart deseaba componer una ópera bufa a la italiana. Lo intentó con La oca del cairo, pero la inconsistencia del libreto y problemas económicos le inclinaron a abandonarlo. Pudo contar con libreto de Da Ponte, al cual el compositor admiraba. Mozart inició la composición de El esposo engañado, componiendo de julio a noviembre de 1783. No se conoce el motivo del abandono de la composición. Es posible que, de nuevo, Mozart encontrara inadecuado el material dramático.
Había pensado incluso en los cantantes del estreno:
Bocconio Papparelli, bajo Francesco Benucci.
Eugenia, soprano Nancy Storace (1765-1815).
Don Asdrubale, tenor Stefano Mandini.
Bettina, Catarina Cavalieri (1755-1801).
Pulcherio, tenor Francesco Bussani.
Gervasio, bajo Signore Pugnetti.
Metilde, soprano Thérèse Teyber.

## Adaptaciones
Fragmentos de las dos óperas incompletas La oca del Cairo y Lo sposo deluso, más Der Schauspieldirektor se han combinado para crear Waiting for Figaro, interpretado en 2002 por la Bampton Classical Opera.

## Discografía
Hay una grabación de esta ópera, con dirección de sir Colin Davis, con Felicity Palmer, Ileana Cotrubas, Anthony Rolfe Johnson, Robert Tear, Clifford Grant y la Orquesta Sinfónica de Londres (Volumen 39 de la Edición Completa de las obras de Mozart, junto a La oca del Cairo, Philips).